# Jean Siméon Chardin
Jean (Baptiste) Siméon Chardin (n. 2 noiembrie 1699, Paris, Regatul Franței – d. 6 decembrie 1779, Paris, Regatul Franței), a fost un pictor francez, considerat ca unul din cei mai mari artiști ai secolului al XVIII-lea. Este în special cunoscut ca maestru al naturilor moarte, al scenelor de viață și al portretelor, domenii în care talentul artistului s-a desfășurat în toată splendoarea lui. Stilul lui Chardin este atât de personal, încât nu poate fi asociat unei anumite perioade strict delimitate. Artistul activează în Franța în epoca rococo-ului, în același timp cu Watteau, Boucher și Fragonard, opera lui însă se caracterizează prin simplitate și realism subtil, care va iniția un curent burghez în pictura franceză.

## Biografia
Jean Siméon Chardin s-a născut la Paris pe 2 noiembrie 1699 într-o familie de meșteșugari. Tatăl său, Jean Chardin, era maestru tâmplar, confecționa mese de biliard. Perioada de început a studiilor și primii ani de tinerețe ai artistului sunt necunoscute. În anul 1718, Chardin intră în atelierul unui pictor de tablouri istorice, Pierre-Jacques Cazes. Începând cu anul 1720 își continuă ucenicia la Noël-Nicolas Coypel și, după patru ani, pe 3 februarie 1724, este primit cu titlul de maestru în Academia "Saint Luc". Vor mai trece alți patru ani până când să dobândească un anumit renume. În anul 1728, la Expoziția Anuală a Tinerilor din Paris, expune câteva tablouri, printre care La Raie ("Calcanul") și Le Buffet ("Bufetul"), care sunt remarcate de pictorii Louis Boullongne și Nicolas de Largillière, ambii membri în Académie Royale de Peinture. Cu sprijinul lor, Chardin devine membru al acestei academii, ca "talentat pictor de fructe și animale", la un nivel inferior în ierarhia genurilor, unde pe primul loc erau apreciate tablourile pe teme istorice.

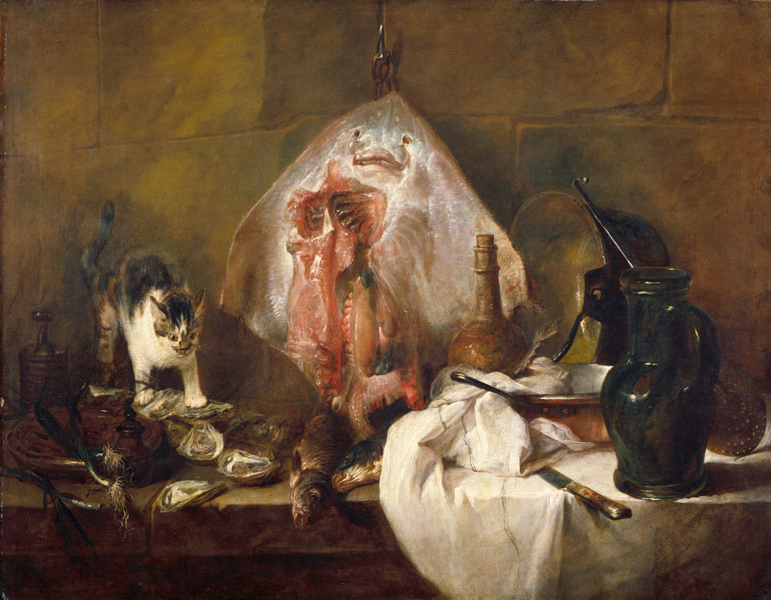
Calcan, 1725-1726 - Muzeul Louvre, Paris

"Calcanul" surprinde prin dimensiunile mari, încă nemaiîntâlnite până atunci la naturi moarte, în plus, tabloul atrage atenția prin rigoarea strictă a compoziției și print-o stranie frumusețe plastică. Chardin nu se limitează doar în a accentua fascinația celor mai obișnuite obiecte, ci merge chiar mai departe, înfrumusețează ceea ce la prima vedere pare respingător, de ex. burta despicată a peștelui. Acest aspect este subliniat de criticii de artă în unanimitate, toți simt că enigma acestei opere rezidă în metamorfozarea urîtului în frumos.
În 1731, Chardin se căsătorește cu Marguerite Saintard, în același an se naște primul său fiu, Jean-Pierre, care va deveni și el pictor. Deși membru al Academiei, Chardin continuă să fie puțin cunoscut. Este nevoit să accepte orice fel de comenzi și lucrări decorative. Împreună cu Jean-Baptiste van Loo (cunoscut sub numele de Vanloo; 1648-1745), lucrează la restaurarea frescelor Rossa și Primaticcia din Galeria lui Francisc I din Palatul Fontainebleau. Pictează "supraporte" pentru contele Rothenbourg, ambasadorul regelui Ludovic al XV-lea din Madrid.
În această perioadă Chardin creează primele sale compoziții figurative, printre care Fetița cu paletă (1737), execută și scene de viață, cum ar fi, de pildă, Guvernanta (1739) sau Femeie curățind gulii (1739). În 1735 moare de tuberculoză Marguerite, soția artistului. Când în anul 1737 este redeschis Salonul Parizian (expoziție publică, organizată pentru prima dată în anul 1667 de Academia Regală de Pictură și Sculptură, la care puteau participa - la vremea respectivă - numai membrii și profesorii Academiei), Chardin prezintă șapte tablouri. Din acest moment, va participa în mod regulat la expozițiile Salonului, prezentând fie opere noi, fie tablouri mai vechi. 

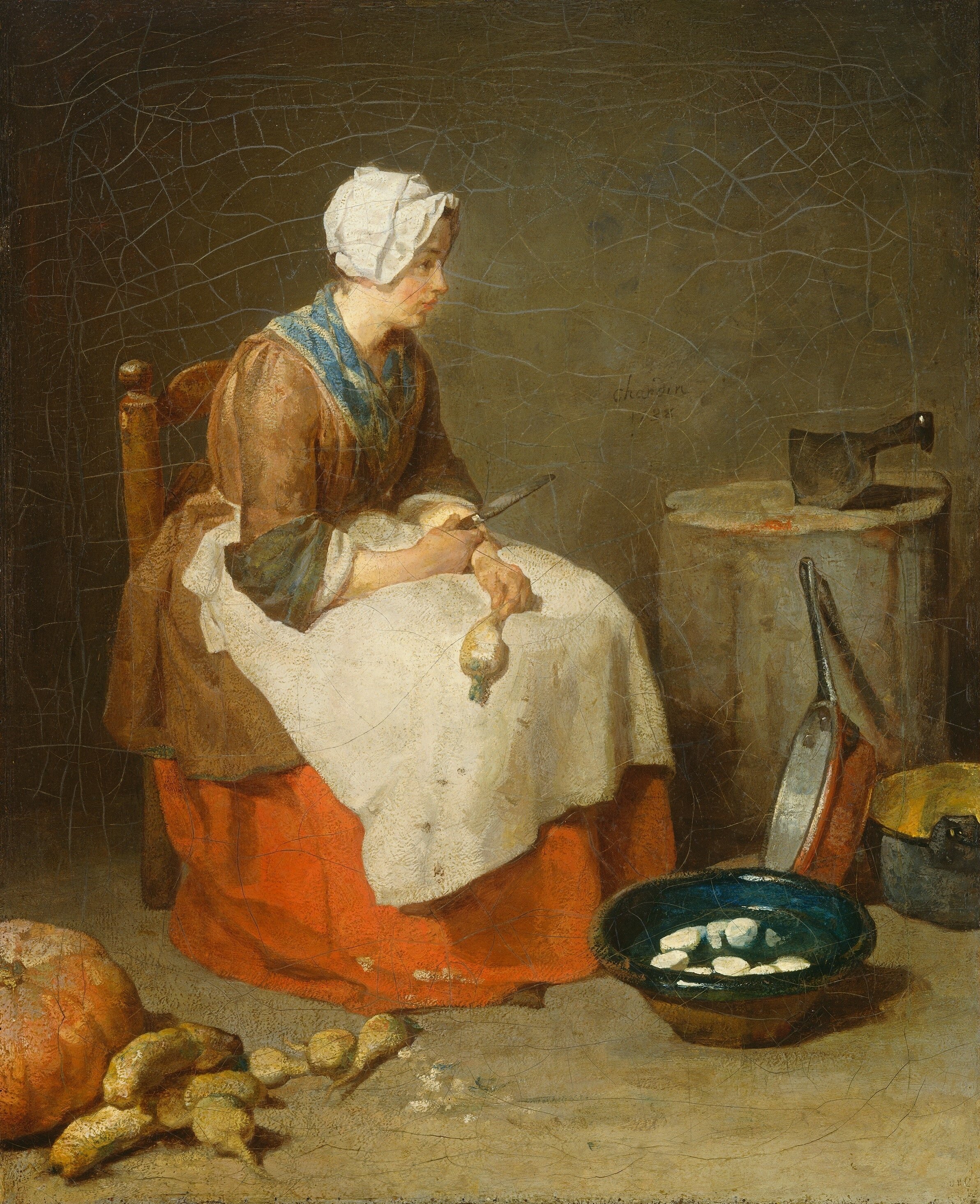
Femeie curăţind gulii sau Bucătăreasa, 1739 - Bayerische Staatsgemäldesammlungen, München

Femeia curățind gulii prezintă o femeie surprinsă în timpul activităților zilnice, gândurile o distrag de la treabă. Tablourile pictate în această perioadă sunt foarte asemănătoare. Cele mai multe sunt inspirate din pictura flamandă și olandeză a secolului al XVII-lea.
În anii care vor urma, operele sale vor fi reproduse în numeroase gravuri, grație cărora va deveni cunoscut și apreciat în toată Franța și chiar și în restul Europei.
Supraintendentul domeniilor regale, Le Normant de Tournehem, îl introduce pe Chardin la curte și, în anul 1740, îl prezintă regelui Ludovic al XV-lea. Cu această ocazie, pictorul oferă monarhului două tablouri. Pe 26 noiembrie 1744 se recăsătorește cu Françoise-Marguerite Pouget. Situația lui materială devine mai bună, în sfârșit se poate ocupa de tematica sa preferată, naturile moarte. Cutia muzicală (1752), comandată de rege, va fi una dintre ultimele scene de viață din tablourile sale. Foarte mulțumit de tablou, Ludovic al XV-lea îi acordă, începând din anul 1753, o rentă pe viață. În același an, printre cele nouă tablouri prezentate la Salon, cinci sunt naturi moarte.
În anul 1755, Chardin este numit trezorierul Academiei, în același timp este cel care dispune modul de amplasare a tablourilor trimise la Salon.
În anul 1757, regele îl invită pe artist să locuiască la Louvre. În anii 1764-1766, Chardin execută două cicluri de "supraporte" destinate palatelor regale de la Choicy și Bellevue. Pictorul se apropie de vârsta de șaptezeci de ani și se bucură de o glorie neștirbită. După moartea lui François Boucher în anul 1770, renta regală a lui Chardin crește din nou. 

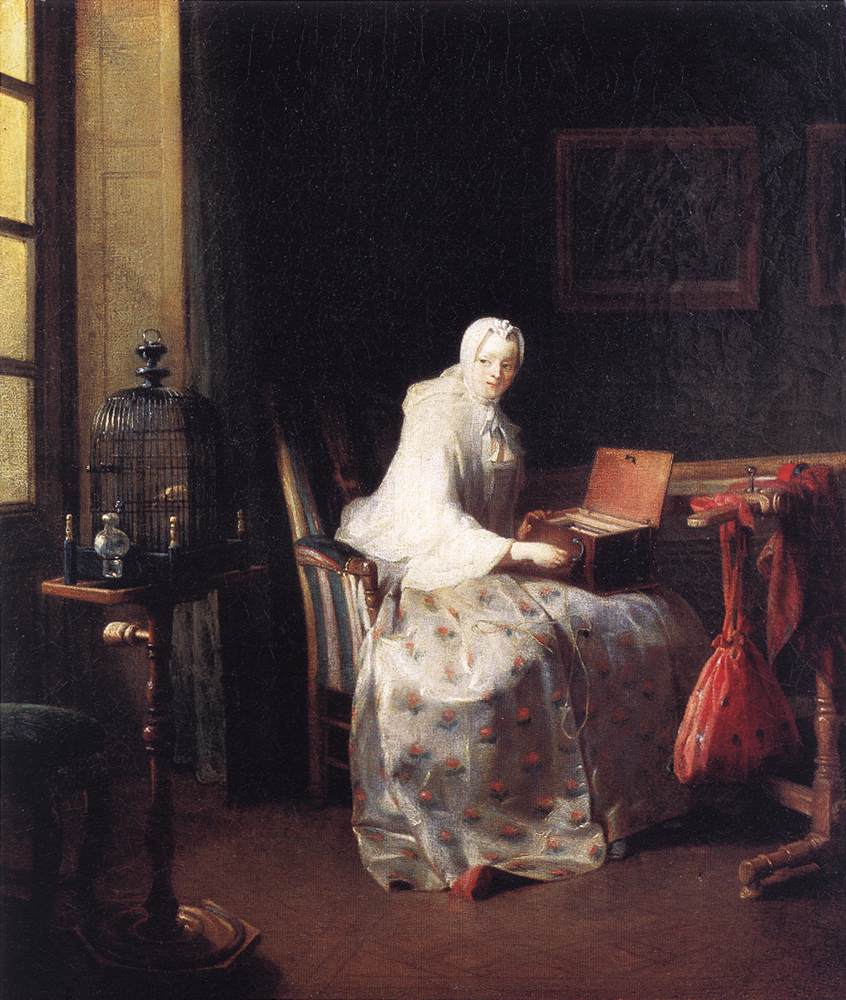
Cutia muzicală, 1752 - Muzeul Louvre, Paris

Cu ocazia expoziției de la Salon din anul 1771, Chardin prezintă - în premieră pentru istoria acestei instituții - tablouri lucrate în "pastel". Folosește această tehnică deoarece de câțiva ani vede din ce în ce mai rău, fapt care îl împiedică să picteze în ulei. Această schimbare a tehnicii se reflectă și în schimbarea tematicii, începe să picteze portrete.
În anul 1772, pictorul pierde pe ultimul său copil, fiul său, Jean-Pierre, se îneacă la Veneția. Doi ani mai târziu, Chardin, cu vederea tot mai slabă și în plus suferind de rinichi, se vede nevoit să renunțe la funcțiile sale academice. La problemele de sănătate se adaugă și greutățile materiale, deoarece, începând din anul 1775, beneficiile de care se bucura din partea regelui s-au restrâns. Cu câteva luni înainte de a muri, în anul 1779, va prezenta încă o dată la Salon o serie de pasteluri, printre care și ultimul său autoportret.
Moare de 6 decembrie 1779, în apartamentul său de la Louvre. Este înmormântat la biserica Saint-Germain-l'Auxerrois din Paris.
După moartea lui Chardin, creația lui este dată uitării sau tratată cu indiferență. Situația se va schimba abia pe la jumătatea secolului al XIX-lea. Édouard Manet va admira stilul lui Chardin în redarea plastică a obiectelor, Paul Cézanne va aborda geometria quasitematică a compozițiilor lui, Vincent Van Gogh va prelua factura groasă și plastică a tablourilor, iar pictorul italian contemporan Giorgio Morandi își va însuși tematica subtilă a naturii moarte.

## Opera și mică galerie selectivă
La prima vedere, Chardin pare să fie străin de spiritul epocii sale. Educația lui, sursele de inspirație, tematica și stilul îl opun altor pictori francezi din secolul al XVIII-lea, specializați în pictura istorică (cu tematică religioasă, antică sau mitologică) și în scene cu caracter frivol. Printre creațiile lui nu găsim așa ceva; de asemenea, el nu pictează niciodată nuduri. Particularitatea artei lui Chardin tinde spre straturi mult mai profunde. În cadrul naturilor moarte artistul iese în afara convenției dominante în ceea ce privește tematica. Naturile moarte ale lui Chardin sunt lipsite de orice simboluri sau anecdotă, ele sunt un exemplu de moderație și simplitate, artistul renunță la pitorescul decorativ în favoarea unor motive comune.
Vasul de aramă, împreună cu alte câteva vase, reprezintă o parte dintr-o bucătărie. Chardin plasează obiectul pe fundalul unui perete cenușiu, aproape monoton, dând astfel naștere unui efect de reducere a profunzimii și, în consecință, evidențiază obiectul din prim-plan. Totul este integrat în compoziție de așa manieră, încât se relevă intensitatea culorilor și se reușește redarea plenitudinei și ritmului armonios al corpurilor.
Frații Goncourt sunt plini de entuziasm cân vorbesc despre Coșul cu smeură: "Miracolul cu care Chardin ne farmecă rezultă din corpurile obiectelor, în jurul cărora modelează propria lor lumină, încât par să se desprindă de pe pânză și să se deplaseze în spațiu grație unor fenomene de neînțeles, ce se nasc în relația tablou - privitor".

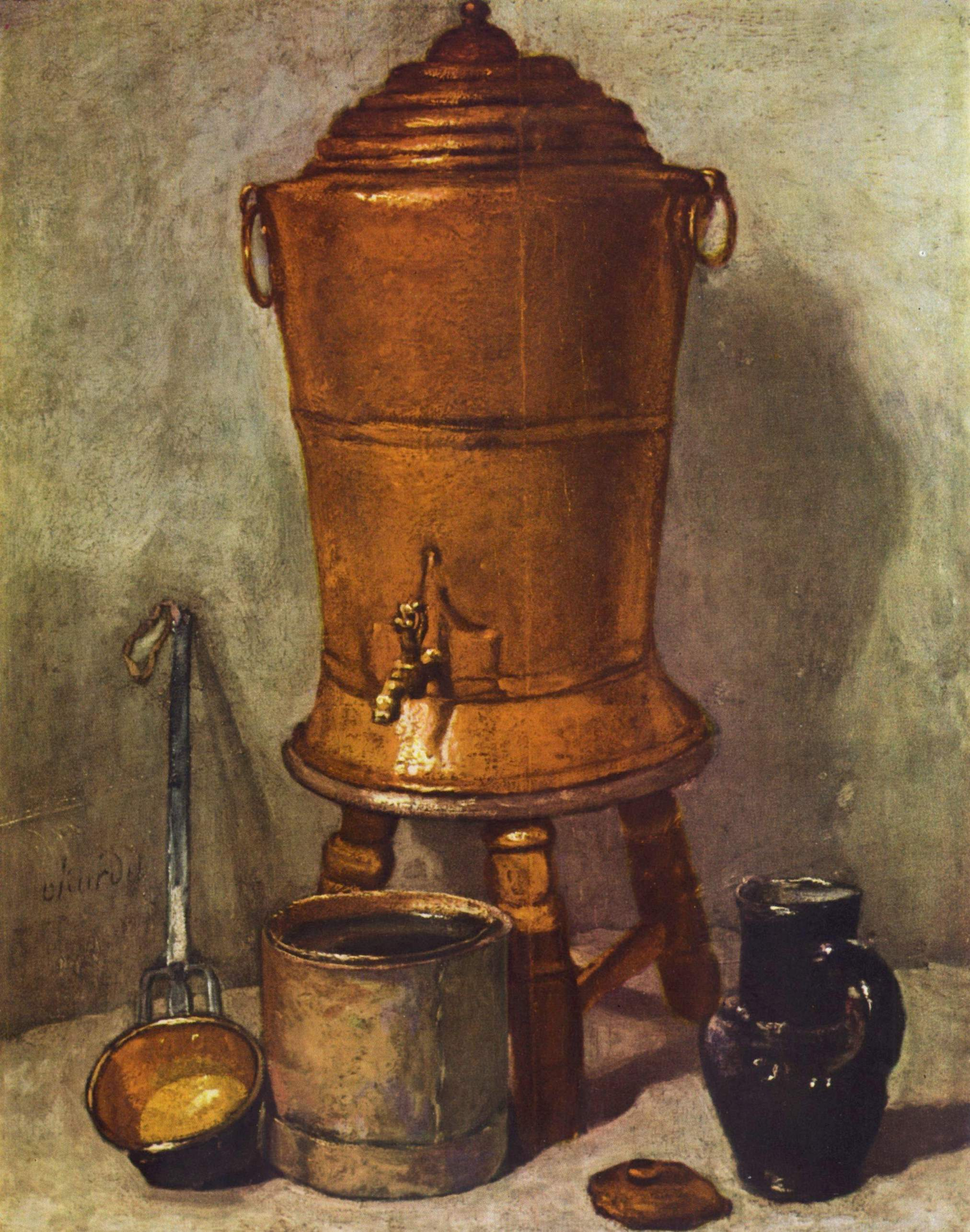
Vas de aramă, 1734
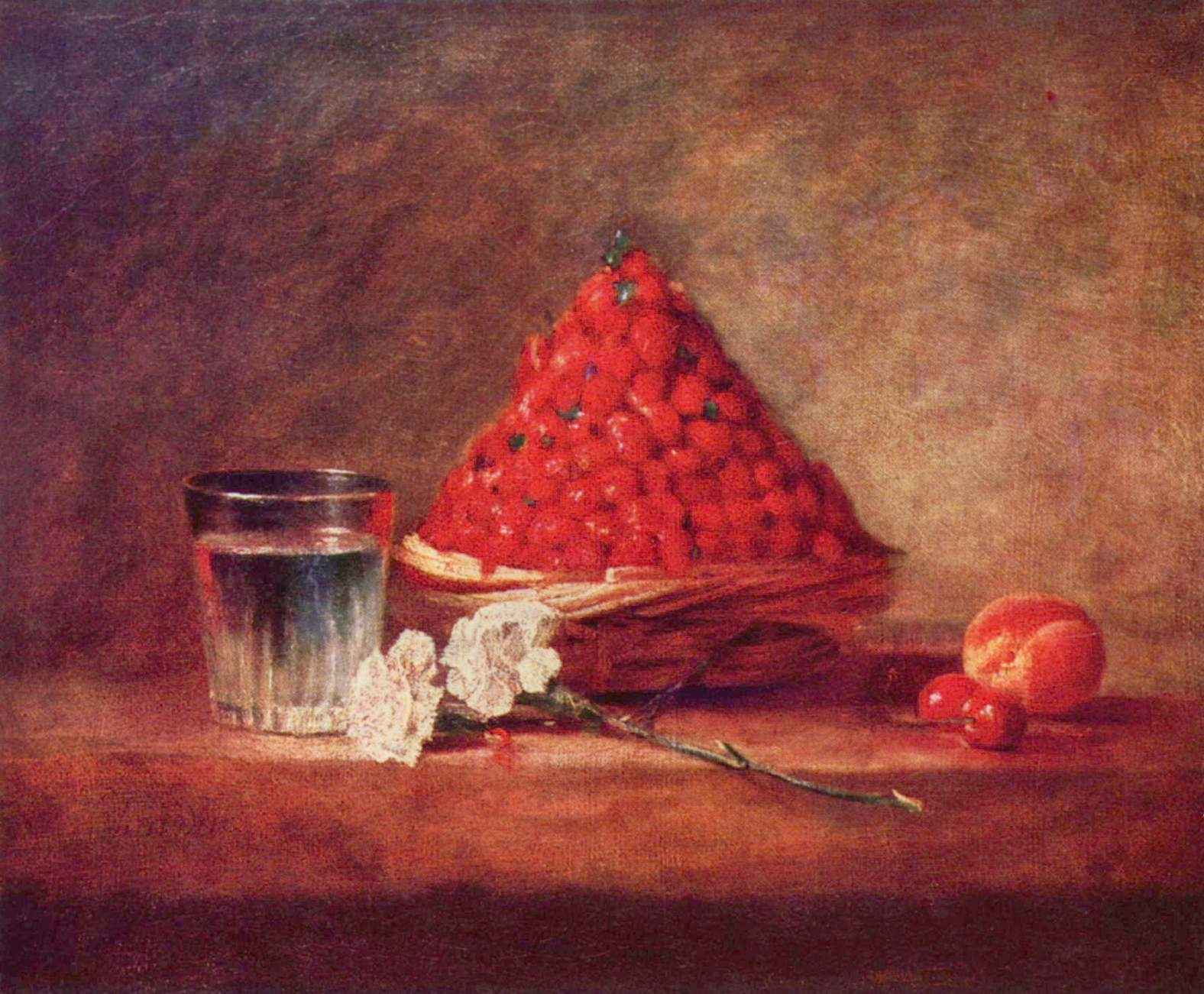
Coșul cu smeură, 1760
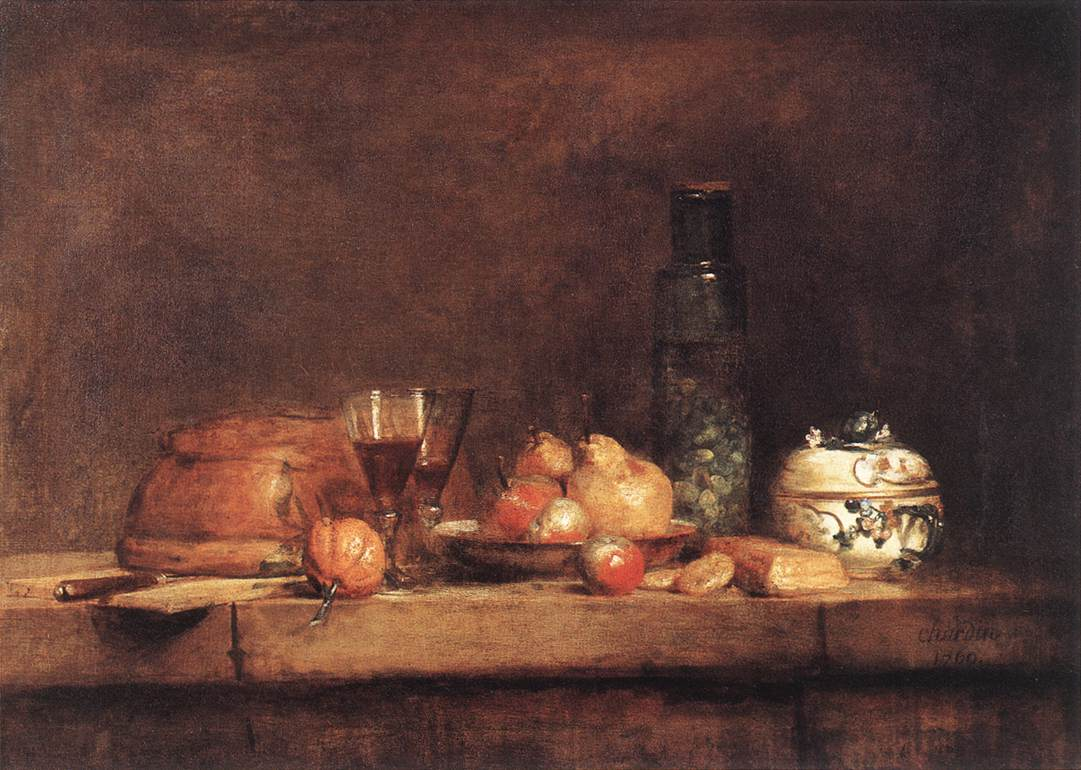
Borcanul cu măsline, 1760
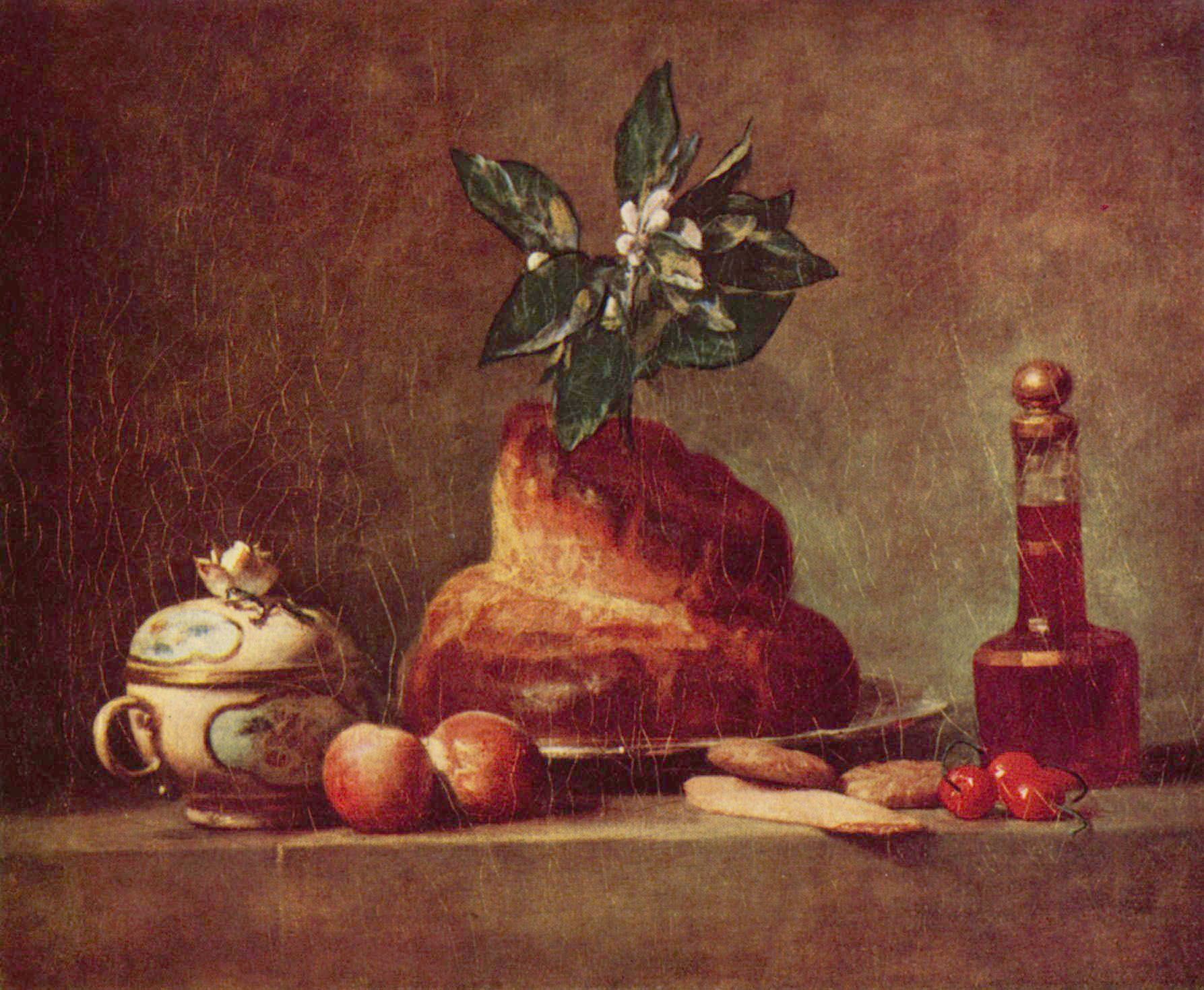
Brioșa, 1763

Tabloul Borcanul cu măsline trebuie privit de la oarecare distanță, deoarece pictorul este preocupat mai ales de efectul pe care îl provoacă compoziția privită în ansamblu. Stratul de vopsea este mai subțire, trăsăturile de penel ușoare și succesive, prevestind apariția pointilismului.
Băiatul cu titirez a fost prezentat de Chardin pentru prima dată la Salonul parizian din anul 1738. Micul Auguste-Gabriel Godefroy, fiul unui bancher, prieten al artistului, urmărește fascinat jucăria care se învârte, este dedicat nestingherit jocului, uitând de toată lumea, pierzând noțiunea timpului.
În jurul anului 1740, temele reprezentând scene de viață ale lui Chardin suferă transformări profunde. Pictorul renunță la servitoarele care ajută la treburile casei (vezi Femeia curățind gulii), el ne invită acum în interioare mobilate cu gust unde se desfășoară scene de viață burgheză. Succesul de care se bucură Toaleta de dimineață se bazează totuși pe ceva mai mult decât pe tema în sine. Este mai ales rezultat al inegalabilei îndemânări cu care artistul redă structura țesăturilor și strălucirea metalului, al armonizării culorilor, obținute grație neobișnuitei fineți artistice.

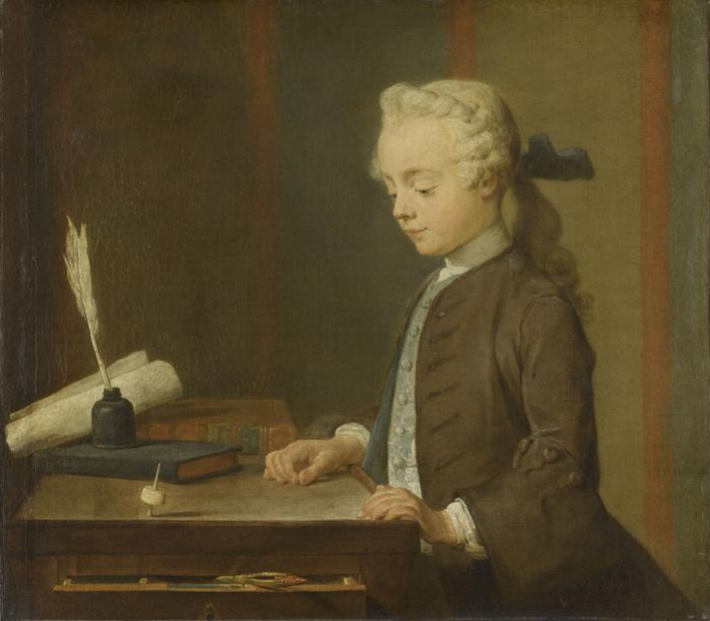
Băiat cu titirez, 1737
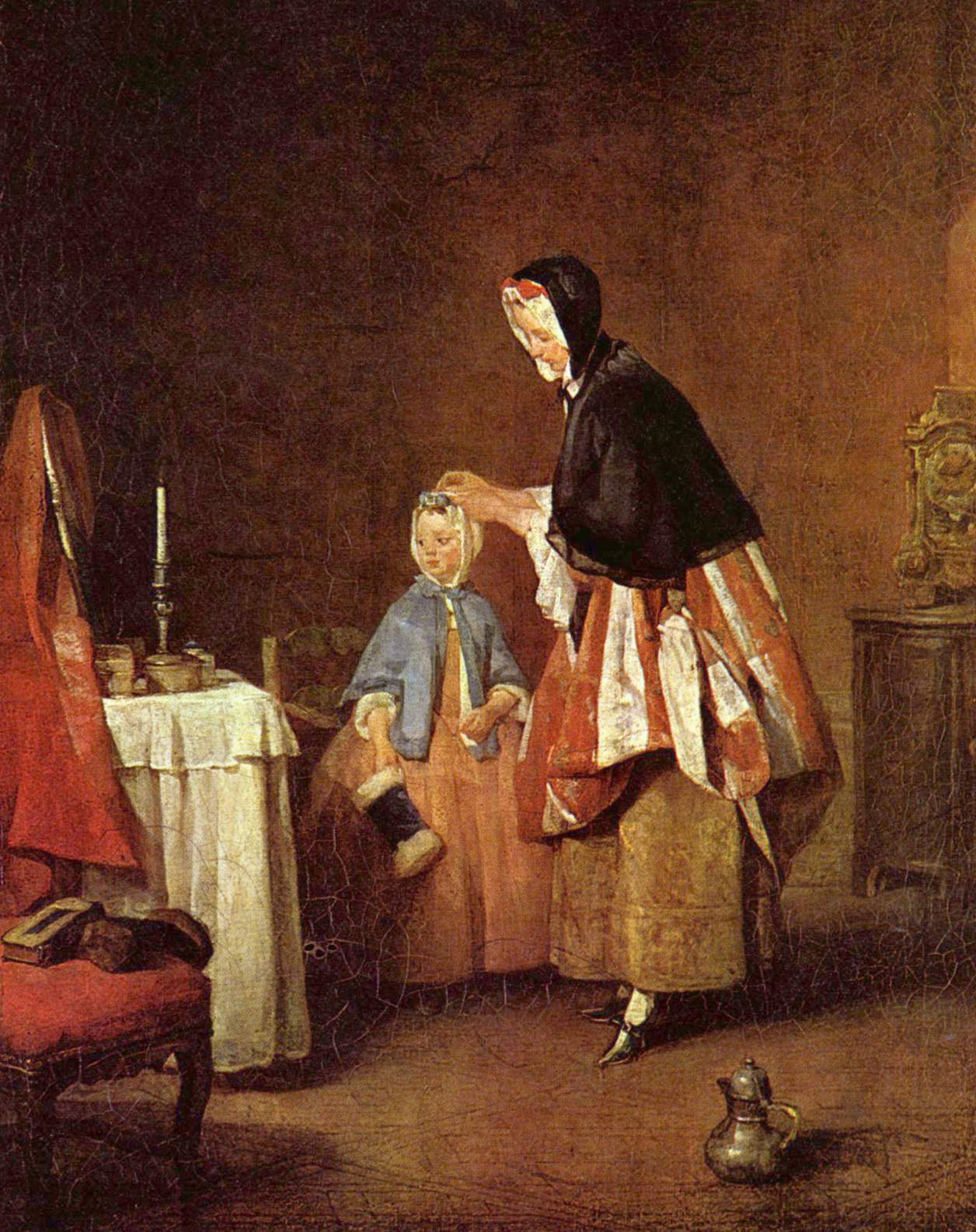
Toaleta de dimineață, 1740
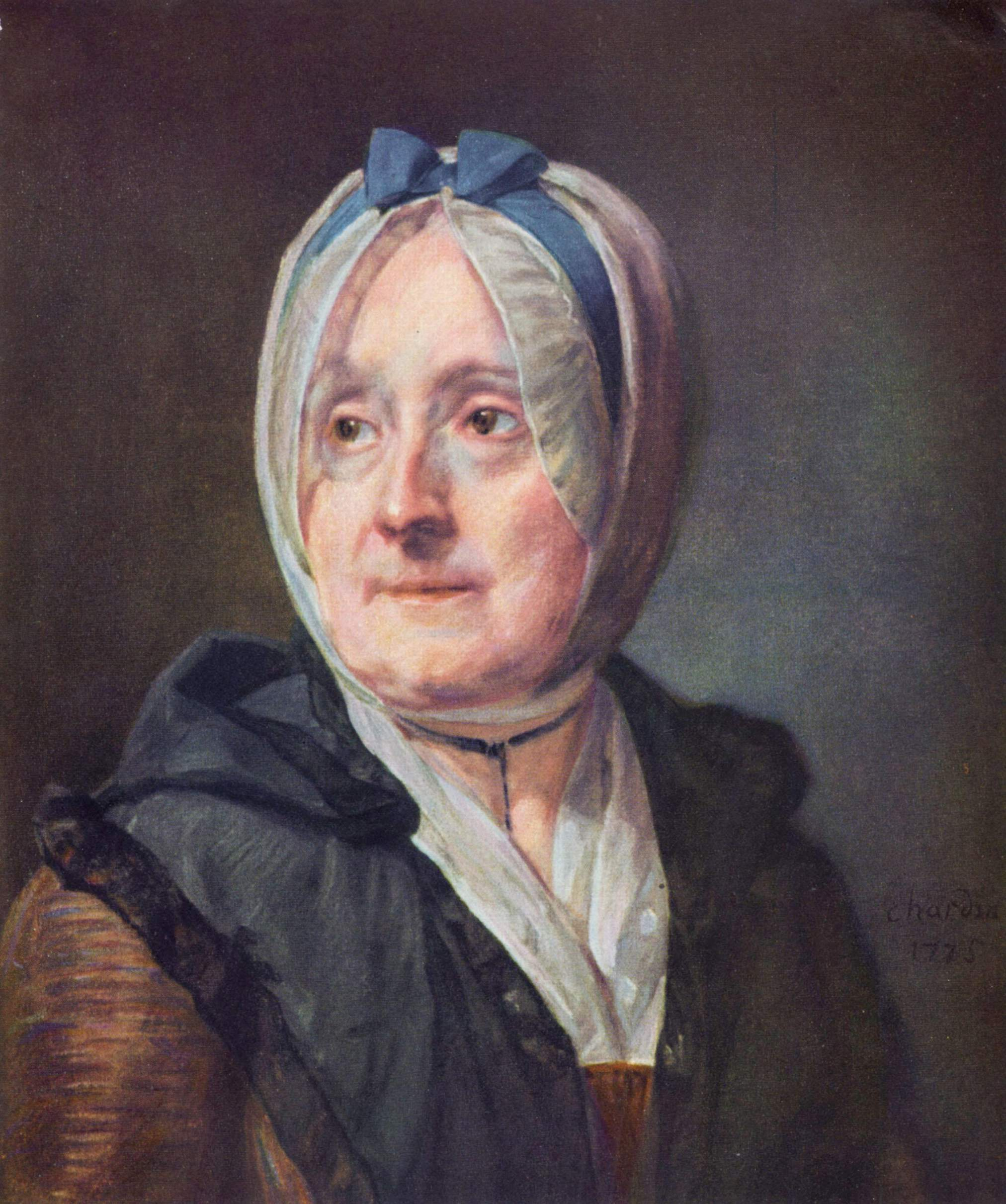
Doamna Chardin (soția pictorului), pastel 1775
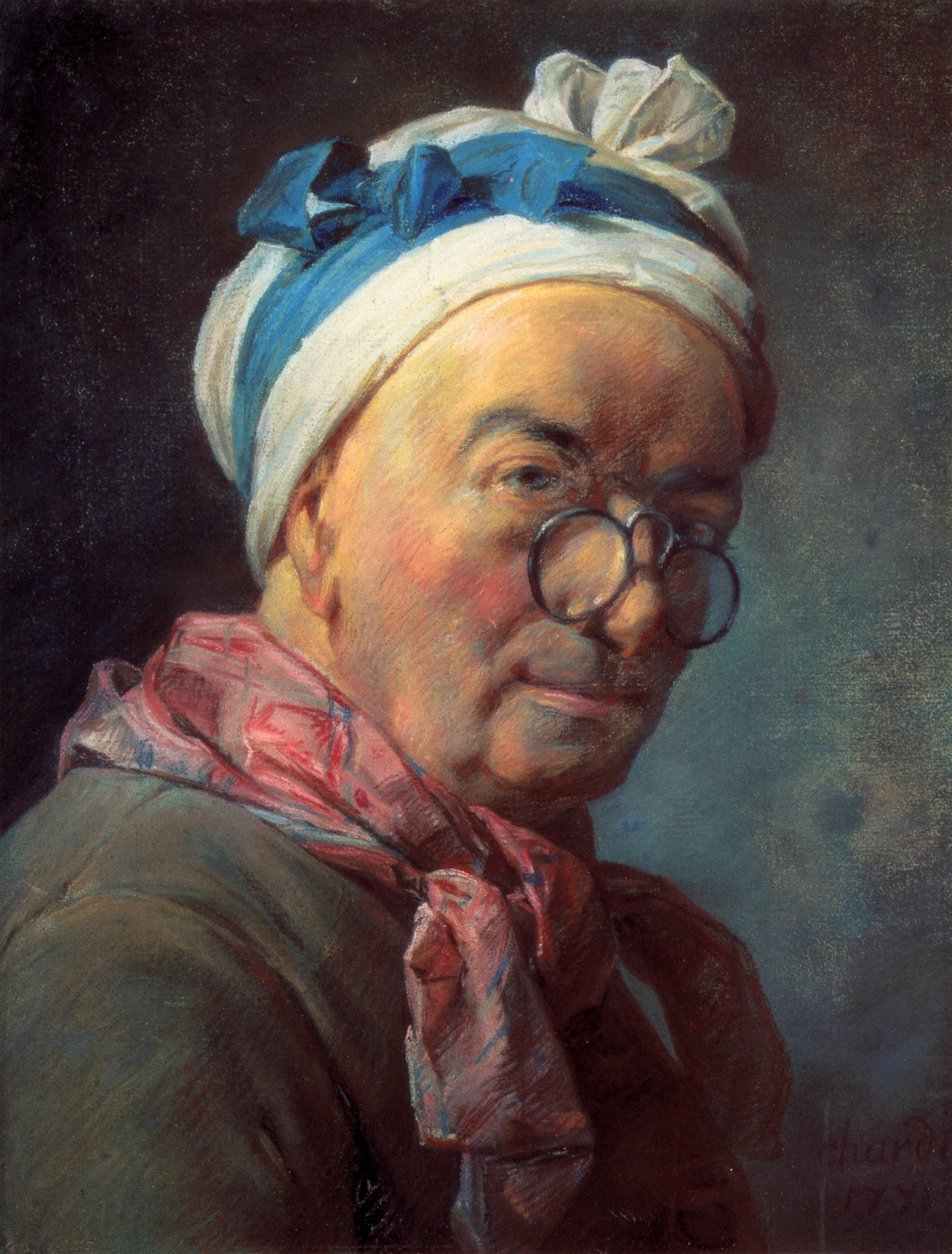
Autoportret lângă șevalet, pastel 1779

În anul 1771, Chardin prezintă pentru prima dată la Salon trei portrete în pastel, tehnică la care a apelat în momentul în care a fost nevoit - din cauza slăbirii vederei - să renunțe la pictura în ulei. În decursul următorilor opt ani, până în anul 1779, Chardin execută în tehnica pastelului trei autoportrete și portrete ale soției (Doamna Chardin) și ale altor persoane. Chardin strivește pastelul pe hârtie cu mișcări impulsive, impetupase și ferme, desenează cu dezinvoltură, cu mână sigură chiar și în trăsăturile ocazionale de penel, renunțând la liniile cu care până acum obișnuia să înmoaie contrastele sau să unească umbrele.